# Isopeda villosa
Isopeda villosa är en spindelart som beskrevs av Ludwig Carl Christian Koch 1875. Isopeda villosa ingår i släktet Isopeda och familjen jättekrabbspindlar.
Artens utbredningsområde är New South Wales. Inga underarter finns listade i Catalogue of Life.